# راسموس راسموسن
راسموس راسموسن (بالفاروية: Rasmus Rasmussen) (ولد في 14 يوليو 1980 وتوفي 10 أكتوبر 2012) هو مغني، وعازف غيتار ومؤلف أغاني ومذيع راديو دنماركي من جزر فارو.
كان راسموسن مثلي الجنس بشكل علني، وقد تم الاعتداء عليه سنة 2006 من قبل 5 رجال في جريمة كراهية كان سببها رهاب المثلية. أسهمت الحادثة في تشريع قوانين مناهضة للتمييز بحق المثليين والمثليات جنسيا في جزر فارو (بما في ذلك التمييز غير المباشر، خطاب الكراهية) في عام 2007.
لم يتعافى راسموسن تماما من هذا الحادث وكافح في السنوات التالية مع اكتئاب نفسي شديد. وقد عثر عليه منتحرا في عام 2012، عن عمر يناهز 32 عاما.

## السيرة والاعتداء عليه عام 2006
ولد «راسموس راسموسين» 14 يوليو 1980 في توشهافن في جزر فارو.
وقد غنى مع عدة فرق غنائية محلية في جزر فارو. كما أن له بعض الأغاني الفردية.
في عام 2006، تعرض «راسموسين»، للضرب المبرح على أيدي 5 رجال في توشهافن، وأُدخل المستشفى بعد وقت قصير من إعلانه عن مثليته الجنسية. ثم نُقل في وقت لاحق إلى مستشفى للأمراض النفسية، إذ عانى من اكتئاب شديد قال أنه تفاقم بسبب الضرب.
بعد تقارير إعلامية عن الهجوم، تلقى هو وعائلته مكالمات هاتفية تهديدية. أعرب رئيس الوزراء الدنماركي والمجلس الاسكندنافي عن قلقه من هذه القضية. وفي الوقت نفسه، في مقابلة مع وسائل الإعلام الدنماركية في ديسمبر 2006، قال «راسموسن» إنه سئم من النظرات المتعالية والتعليقات الساخرة من قبل المجتمع الفاروي.

## قانون مناهضة التمييز ضد المثليين والمثليات جنسيا
ثم بدأ أفراد عائلة راسموسين لتلقي مكالمات هاتفية تهديدية. ومع ذلك، رفضت الشرطة التعامل مع القضية لأنه لم يكن هناك قانون في جزر فارو يحظر التمييز ضد الأقليات الجنسية في ذلك الوقت. جمع عريضة على الإنترنت 20000 توقيع من أجزاء مختلفة من العالم، معظمهم جاءوا أساسًا من الدنمارك وآيسلندا وجزر فارو أنفسهم، وحثوا البرلمان الفاروي على سن تشريعات ضد التمييز على أساس الميول الجنسية. وفي الوقت نفسه، جمعت ثماني نساء من توشهافن 2000 توقيع عبر البريد الإلكتروني من خلال جمع التوقيعات في محلات ومراكز سياحية ومحطات الوقود في جزر فارو.
في ذلك الوقت، أظهر استطلاع أجرته جريدة «سوسيالورين» في جزر فارو أن الجمهور الفاروي منقسم حول هذه القضية.
وافق المشرّعون من جزر فارو بتاريخ 15 كانون الأول/ديسمبر 2006 في تصويت 17 صوتا لصالح مقابل تصويت 15 ضد (17-15)، على إدراج عبارة «التوجه الجنسي» في قانون مكافحة التمييز في جزر فارو، وفيه أن «كل من يدلي ببيان أو غيرها من وسائل الاتصال علنًا أو بقصد النشر في دائرة أوسع والتي تتعرض فيها مجموعة من الأشخاص للتهديد أو الإهانة أو التدهور بسبب عرقهم أو لونهم أو أصلهم القومي أو العرقي أو دينهم أو توججهم الجنسي يعاقبون بدفع غرامة أو بالسجن لمدة تصل إلى سنتين.» عندما دخل القانون حيز التنفيذ في 1 يناير 2007، أصبحت جزر فارو آخر ولاية قضائية (مكان) في شمال أوروبا تحظر التمييز والمضايقة على أساس الميول الجنسية.

## انتحاره
لم يتعافى راسموسن تماما من هذا الحادث وكافح في السنوات التالية مع اكتئاب نفسي شديد. في العاشر من أكتوبر عام 2012، عُثر عليه منتحرا في بحيرة في الحديقة المركزية في توشهافن عن عمر يناهز 32.